# Ensatina
De ensatina (Ensatina eschscholtzii) is een salamander uit de familie longloze salamanders (Plethodontidae). De soort werd voor het eerst wetenschappelijk beschreven door John Edward Gray in 1850. Het is de enige soort uit het geslacht Ensatina.

## Uiterlijke kenmerken
De ensatina bereikt een lichaamslengte van ongeveer 4,5 tot 8 centimeter en inclusief de staart een totale lengte tot 14,5 cm. De salamander kent een groot aantal ondersoorten, die er soms wat betreft kleuren en patronen totaal anders uitzien. De ondersoort Ensatina eschscholtzii eschscholtzii is bruin tot roodbruin van kleur en heeft lichtere vlekjes op de rug, het exemplaar op de afbeelding behoort tot deze ondersoort. Andere ondersoorten lijken echter meer op de vuursalamander, en hebben een zwarte ondergrond met fel gele (Ensatina eschscholtzii croceator) of oranje (Ensatina eschscholtzii platensis) vlekken. Het bouwplan is wel hetzelfde, een vrij rond, iets afgeplat lichaam en staart, de groeven op de flanken zijn goed zichtbaar. De staart is korter dan het lichaam en de huid is glad en doet rubber-achtig aan. De maximale totale lengte is ongeveer 14,5 centimeter, een typisch kenmerk is de staart, die bij de basis vernauwd is.

## Levenswijze
Na een regenbui wordt gejaagd op kleine ongewervelden die met de brede schiettong worden gegrepen, net als bij een kameleon. Tijdens warme periodes schuilen de salamanders in holletjes van knaagdieren of onder grote wortels, wachtend op vochtiger tijden. Bij bedreiging zwaait het dier rond met de staart en scheidt ondertussen een onsmakelijke stof af, die belagers afschrikt. In noodgevallen wordt de staart afgeworpen.

## Voortplanting
De 8 tot 20 eitjes worden afgezet onder de grond, en als ze uitkomen kruipen de kleine salamanders direct uit het ei, er is dus geen oppervlaktewater nodig voor de voortplanting. Als de eitjes uitkomen breekt echter het regenseizoen uit, waardoor de omstandigheden vochtiger zijn.

## Verspreiding en habitat

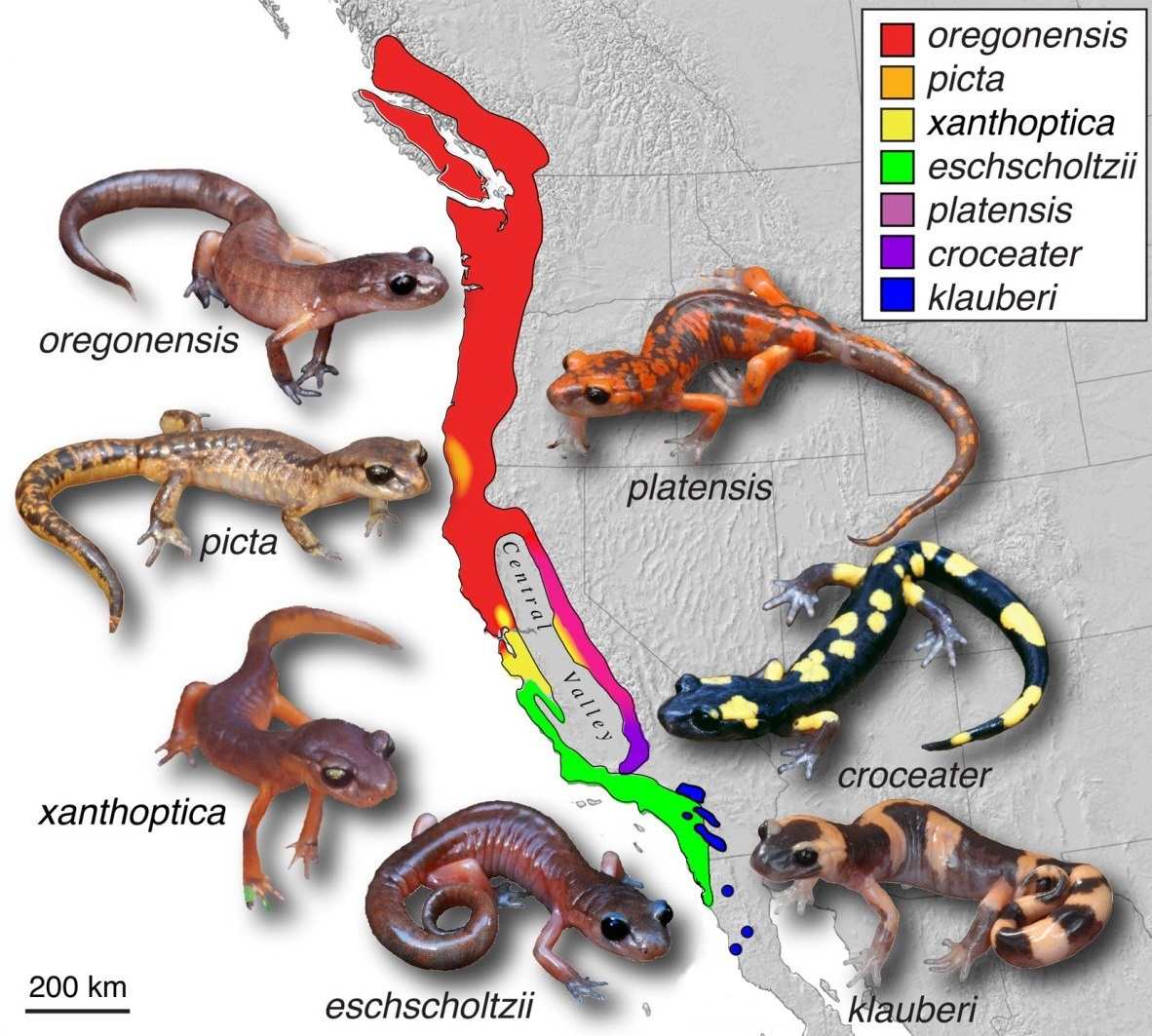
Verspreidingsgebieden van de verschillende ondersoorten.

De ensatina komt voor in de Verenigde Staten, Mexico en Canada, en is te vinden in vochtige omstandigheden in voornamelijk bossen. De salamander schuilt onder mos, bladeren of houtblokken en wordt actief tijdens de schemering of als het gaat regenen.
De ensatina is een zogenaamde ringsoort. De diverse ondersoorten hebben zich gedurende lange tijd in een lintvormig verspreidingsgebied binnen de staat Californië ontwikkeld. Het betreft een langwerpige strook die deels gelegen is aan de kuststrook van deze staat, bovenaan naar rechts afbuigt landinwaarts, en vervolgens opnieuw rechts afbuigt waardoor de twee uitersten van het verspreidingsgebied toch naast elkaar liggen. Hierdoor zien de dieren aan het 'begin' van het verspreidingsgebied er anders uit en hebben andere specialisaties dan de populaties aan het 'eind' van het areaal. Sommige ondersoorten verschillen dusdanig van elkaar dat ze zich niet meer met elkaar kunnen voortplanten.
Ringsoorten worden door biologen als bijzonder interessant gezien omdat ze een kijkje geven in de keuken van de evolutie. Daarom wordt er veel studie gedaan naar de verschillen, en is het niet onwaarschijnlijk dat enkele ondersoorten tot soort worden benoemd.